# Kołosowa
Kołosowa (ukr. Колосова) – wieś na Ukrainie w rejonie krzemienieckim należącym do obwodu tarnopolskiego.
Według Słownika Geograficznego należała do zamku krzemienieckiego. W 1545 roku było we wsi 8 ludzi ciągłych i 4 sług putnych, służących konno i dających na zamek co rok dwudziestą owcę. W 1583 roku należała do Fiodora Michajłowicza Łasko. W 1628 roku wieś wchodziła w skład starostwa krzemienieckiego, czyniła 118 florenów 26 groszy.
Cerkiew prawosławna p.w. św. Jana Ewangelisty, na którą 10 czerwca 2016 roku dokonano napadu.